# Valeggio sul Mincio
Valeggio sul Mincio é uma comuna italiana da região do Vêneto, província de Verona, com cerca de 10.927 habitantes. Estende-se por uma área de 63,98 km², tendo uma densidade populacional de 173 hab/km². Faz fronteira com Castelnuovo del Garda, Marmirolo (MN), Monzambano (MN), Mozzecane, Peschiera del Garda, Ponti sul Mincio (MN), Roverbella (MN), Sommacampagna, Sona, Villafranca di Verona, Volta Mantovana (MN).
Faz parte da rede das Aldeias mais bonitas de Itália.

## Demografia
| Variação demográfica do município entre 1861 e 2011                               |
|                                                                                   |
| Fonte: Istituto Nazionale di Statistica (ISTAT) - Elaboração gráfica da Wikipedia |